# Alcione Milano Società Sportiva 2024-2025
Questa voce raccoglie i dati riguardanti il Alcione Milano Società Sportiva nelle competizioni ufficiali della stagione 2024-2025.

## Stagione

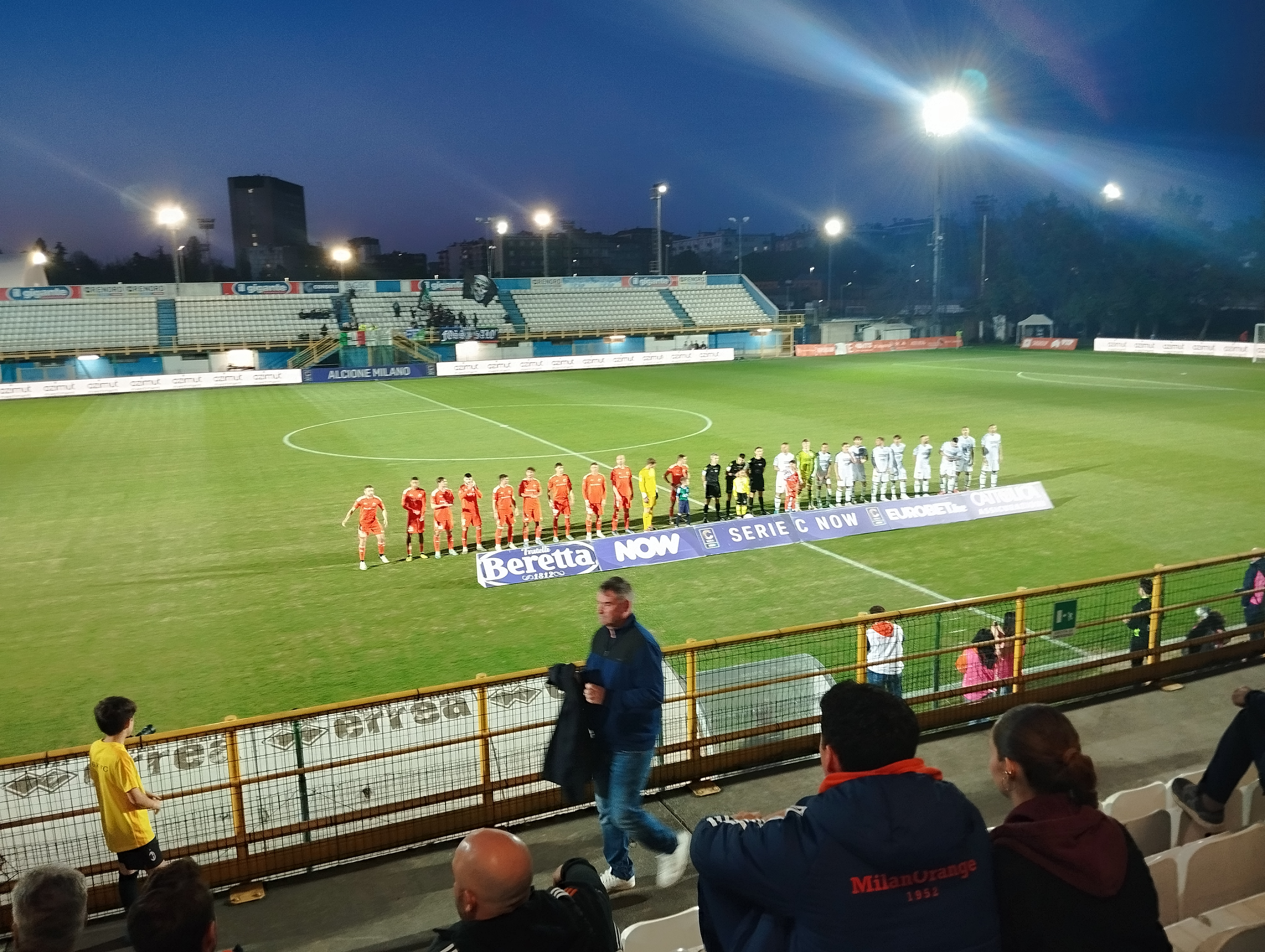
Alcione-Feralpisalò 36ª giornata

Nella stagione 2023-2024 l'Alcione ha vinto il girone A del campionato di Serie D, venendo promosso per la prima volta in Serie C.
L'Alcione ha confermato l'allenatore Giovanni Cusatis in panchina.
La prima partita nel professionismo avviene dunque l'11 agosto 2024 a Chiavari contro la Virtus Entella, valida per la Coppa Italia Serie C che si conclude per i diavoletti 2-0 contribuendo cosí alla eliminazione dell'Alcione dalla coppa nel primissimo turno.
La prima di campionato avviene invece il 26 agosto contro la squadra B dell'Atalanta con una prima storica vittoria nel professionismo 2-1 con       le reti di Andrea Invernizzi e Niccolò Bagatti. 
Poi, dopo un pareggio e tre sconfitte di seguito, comincia il miglior periodo dell'intera stagione per gli orange: infatti arrivano sei vittorie di fila contro Caldiero Terme, Novara, Arzignano Valchiampo, Triestina, Union Clodiense e Lumezzane che portarono alla fine dell'undicesima giornata la squadra al terzo posto. Solo che da lí ben presto cominciò un declino evidente col passare delle partite, soprattutto nel girone di ritorno dove arrivano solo 3 vittorie e una manciata di pareggi facendo cosí crollare il club fuori dai play-off arrivando al dodicesimo posto.

## Maglie e sponsor
Per il terzo anno consecutivo lo sponsor tecnico è Adidas; la fornitura è mediata da All4Soccer.
Viene confermato come main sponsor Banca del Fucino, mentre sul basso corso è apposto il marchio Saratoga Int. Sforza.
La prima divisa è arancione con finiture bianche, la seconda presenta le tinte opposte, la terza invece è grigia con dettagli arancioni. I portieri hanno a disposizione la terza divisa e due maglie dedicate, una gialla ed una verde .
| Casa | Trasferta | Terza divisa |

## Organigramma societario
Area direttiva
- Patròn (tramite GM Sport Ventures): Giulio Gallazzi
- Presidente: Marcello Montini
- Consiglieri: Piergiorgio Bottai e Fabio Artoni
- Direttore generale: Giacomo Gagliani
- Responsabile attività di base: Mirko D'Onofrio
- Responsabile centro sportivo: Alberto Belloni
- Responsabile amministrativo: Anna Ornaghi
- Segretario generale: Lorenzo Tadini

Area sportiva
- Direttore sportivo: Matteo Mavilla
- Direttore sportivo agonistica: Riccardo Bellotti

Area comunicazione
- Responsabile comunicazione: Mario Sironi

Area tecnica
- Allenatore: Giovanni Cusatis
- Allenatore in seconda: Davide Giubilini
- Team Manager: Stefano Frontini
- Dirigente: Stefano Podesta
- Preparatore dei portieri: Simon Carello
- Preparatore atletico: Andrea Collato
- Magazziniere: Stefano Calligari

Area sanitaria
- Fisioterapisti: Francesco Di Stefano

## Rosa
Aggiornato al 2 febbraio 2025
| N. |                    | Ruolo | Calciatore          |
| -- | ------------------ | ----- | ------------------- |
| 1  | Italia (bandiera)  | P     | Filippo Bacchin     |
| 2  | Francia (bandiera) | D     | Guillaume Renault   |
| 3  | Italia (bandiera)  | D     | Paolo Chierichetti  |
| 4  | Italia (bandiera)  | C     | Mario Piccinocchi   |
| 5  | Albania (bandiera) | D     | Armando Miculi      |
| 6  | Italia (bandiera)  | D     | Daniele Ciappellano |
| 7  | Italia (bandiera)  | C     | Giuseppe Mazzola    |
| 8  | Italia (bandiera)  | C     | Stefano Bonaiti     |
| 10 | Italia (bandiera)  | C     | Antonio Palma       |
| 11 | Italia (bandiera)  | A     | Fabio Morselli      |
| 12 | Italia (bandiera)  | P     | Ousmane Gueye       |
| 14 | Italia (bandiera)  | C     | Christian Foglio    |
| 16 | Italia (bandiera)  | C     | Jacopo Lanzi        |
| 17 | Italia (bandiera)  | C     | Andrea Pio Loco     |
| 19 | Italia (bandiera)  | D     | Tommaso Caremoli    |

| N. |                        | Ruolo | Calciatore         |
| -- | ---------------------- | ----- | ------------------ |
| 20 | Italia (bandiera)      | D     | Christian Dimarco  |
| 21 | Stati Uniti (bandiera) | C     | Kevin Bright       |
| 22 | Italia (bandiera)      | P     | Federico Agazzi    |
| 23 | Italia (bandiera)      | C     | Luca Bertoni       |
| 25 | Italia (bandiera)      | D     | Filippo Pirola     |
| 29 | Italia (bandiera)      | A     | Luigi Samele       |
| 31 | Italia (bandiera)      | A     | Michele Marconi    |
| 33 | Italia (bandiera)      | C     | Andrea Invernizzi  |
| 37 | Italia (bandiera)      | D     | Giacomo Stabile    |
| 44 | Italia (bandiera)      | C     | Christian Acella   |
| 50 | Italia (bandiera)      | D     | Niccolò Scrivanti  |
| 77 | Italia (bandiera)      | A     | Gabriele Pessolani |
| 80 | Italia (bandiera)      | C     | Niccolò Bagatti    |
| 94 | Italia (bandiera)      | D     | Filippo Bertolotti |
| 96 | Italia (bandiera)      | A     | Simone Palombi     |

## Calciomercato

### Sessione estiva(dall'1/07 al 01/09)
| Acquisti | Acquisti           | Acquisti         | Acquisti   |
| R.       | Nome               | da               | Modalità   |
| -------- | ------------------ | ---------------- | ---------- |
| P        | Federico Agazzi    | Cremonese        | definitivo |
| D        | Filippo Bertolotti | Parma            | definitivo |
| D        | Christian Dimarco  | Feralpisalò      | definitivo |
| D        | Filippo Pirola     | Desenzano        | definitivo |
| D        | Giacomo Stabile    | Inter            | prestito   |
| C        | Luca Bertoni       | Pro Patria       | definitivo |
| C        | Kevin Bright       | Folgore Caratese | definitivo |
| C        | Giuseppe Mazzola   | Inter            | definitivo |
| A        | Niccolò Bagatti    | Novara           | definitivo |
| A        | Michele Marconi    | Avellino         | definitivo |
| A        | Simone Palombi     | Padova           | definitivo |
| A        | Gabriele Pessolani | Genoa            | prestito   |
| A        | Luigi Samele       | Sassuolo         | definitivo |

| Cessioni | Cessioni          | Cessioni         | Cessioni       |
| R.       | Nome              | a                | Modalità       |
| -------- | ----------------- | ---------------- | -------------- |
| D        | Davide Petito     | Real Calepina    | definitivo     |
| D        | Andrea Venturini  | Ravenna          | definitivo     |
| C        | Serigne Diop      | Vado             | definitivo     |
| C        | Karim Laribi      |                  | fine contratto |
| C        | Andrea Lombardo   |                  | fine contratto |
| C        | Riccardo Rebaudo  | Folgore Caratese | prestito       |
| C        | Giovanni Zito     | Vogherese        | definitivo     |
| A        | Riccardo Barbuti  | Prato            | fine contratto |
| A        | Luca Battistini   | Desenzano        | definitivo     |
| A        | Francesco Manuzzi | Ravenna          | definitivo     |

### Sessione invernale(dal 1º gennaio 2025 al 3 febbraio 2025)
| Acquisti | Acquisti          | Acquisti     | Acquisti   |
| R.       | Nome              | da           | Modalità   |
| -------- | ----------------- | ------------ | ---------- |
| D        | Guillaume Renault | Atalanta U23 | definitivo |
| C        | Christin Acella   | Cremonese    | prestito   |

| Cessioni | Cessioni         | Cessioni        | Cessioni |
| R.       | Nome             | a               | Modalità |
| -------- | ---------------- | --------------- | -------- |
| C        | Christian Foglio | Vado            | prestito |
| C        | Giuseppe Mazzola | Città di Varese | prestito |
| C        | Antonio Palma    | Piacenza        | prestito |

## Risultati

### Serie C

#### Girone di andata
| Arbitro: | Terribile |

|               |           |                           |
| Vavassori 47’ | Marcatori | 8’ Invernizzi 79’ Bagatti |

| Sesto San Giovanni 30 agosto 2024, ore 20:45 CEST 2ª giornata | Alcione | 0 – 0 | Virtus Verona | Stadio Ernesto Breda (390 spett.)\| Arbitro: \| Aldi \| |
| Arbitro:                                                      | Aldi    |       |               |                                                         |

| Arbitro: | Totaro |

|  |           |              |
|  | Marcatori | 25’ Delcarro |

| Arbitro: | Restaldo |

|                  |           |  |
| Varas 27’ (rig.) | Marcatori |  |

| Arbitro: | Gavini |

|                    |           |                     |
| Leverbe 57’ (aut.) | Marcatori | 47’ Costa 84’ Morra |

| Arbitro: | Vailati |

|  |           |                        |
|  | Marcatori | 59’ Palombi 84’ Pirola |

| Arbitro: | Tropiano |

|                         |           |          |
| Bagatti 35’ Palombi 65’ | Marcatori | 83’ Ganz |

| Arbitro: | Viapiano |

|  |           |                              |
|  | Marcatori | 34’ Palma 74’ (rig.) Marconi |

| Arbitro: | Gandino |

|             |           |  |
| Marconi 27’ | Marcatori |  |

| Arbitro: | Toro |

|            |           |                                   |
| Biondi 37’ | Marcatori | 7’ Samele 45’ (rig.), 49’ Palombi |

| Arbitro: | Turrini |

|            |           |  |
| Bagatti 7’ | Marcatori |  |

| Arbitro: | Cerbasi |

|           |           |  |
| Šipoš 23’ | Marcatori |  |

| Arbitro: | Marotta |

|  |           |               |
|  | Marcatori | 46’ Giannotti |

| Vercelli 10 novembre 2024, ore 20:30 CEST 14ª giornata | Pro Vercelli | 1 – 0 | Alcione | Stadio Silvio Piola |
| \| \| \| \| \| 69’ Comi \| Marcatori \| \|             |              |       |         |                     |
|                                                        |              |       |         |                     |
| 69’ Comi                                               | Marcatori    |       |         |                     |

| Arbitro: | Lucio Felice Angelillo |

|            |           |                        |
| 37’ Basili | Marcatori | 26’ Bright 38’ Marconi |

| Sesto San Giovanni 24 novembre 2024, ore CEST 16ª giornata | Alcione | – | Pro Patria | Stadio Ernesto Breda |

| Salò 1º dicembre 2024, ore CEST 17ª giornata | Feralpisalò | – | Alcione | Stadio Lino Turina |

| Sesto San Giovanni 8 dicembre 2024, ore CEST 18ª giornata | Alcione | – | AlbinoLeffe | Stadio Ernesto Breda |

| Gorgonzola 15 dicembre 2024, ore CEST 19ª giornata | Giana Erminio | – | Alcione | Stadio Città di Gorgonzola |

#### Girone di ritorno
| Sesto San Giovanni 22 dicembre 2024, ore CEST 20ª giornata | Alcione | – | Atalanta U23 | Stadio Ernesto Breda |

| Verona 5 gennaio 2025, ore CEST 21ª giornata | Virtus Verona | – | Alcione | Stadio Mario Gavagnin-Sinibaldo Nocini |

| Meda 12 gennaio 2025, ore CEST 22ª giornata | Renate | – | Alcione | Stadio Mino Favini |

| Sesto San Giovanni 19 gennaio 2025, ore CEST 23ª giornata | Alcione | – | Padova | Stadio Ernesto Breda |

| Vicenza 26 gennaio 2025, ore CEST 24ª giornata | Vicenza | – | Alcione | Stadio Romeo Menti |

| Sesto San Giovanni 2 febbraio 2025, ore CEST 25ª giornata | Alcione | – | Caldiero | Stadio Ernesto Breda |

| Novara 9 febbraio 2025, ore CEST 7ª giornata | Novara | – | Alcione | Stadio Silvio Piola |

| Sesto San Giovanni 16 febbraio 2025, ore CEST 27ª giornata | Alcione | – | Arzignano Valchiampo | Stadio Ernesto Breda |

| Trieste 23 febbraio 2025, ore CEST 28ª giornata | Triestina | – | Alcione | Stadio Nereo Rocco |

| Sesto San Giovanni 2 marzo 2025, ore CEST 29ª giornata | Alcione | – | Union Clodiense CS | Stadio Ernesto Breda |

| Lumezzane 9 marzo 2025, ore CEST 30ª giornata | Lumezzane | – | Alcione | Stadio Tullio Saleri |

| Sesto San Giovanni 12 marzo 2025, ore CEST 31ª giornata | Alcione | – | Lecco | Stadio Ernesto Breda |

| Trento 16 marzo 2025, ore CEST 32ª giornata | Trento | – | Alcione | Stadio Briamasco |

| Sesto San Giovanni 23 marzo 2025, ore CEST 33ª giornata | Alcione | – | Pro Vercelli | Stadio Ernesto Breda |

| Sesto San Giovanni 30 marzo 2025, ore CEST 34ª giornata | Alcione | – | Pergolettese | Stadio Ernesto Breda |

| Busto Arsizio 6 aprile 2025, ore CEST 35ª giornata | Pro Patria | – | Alcione | Stadio Carlo Speroni |

| Sesto San Giovanni 13 aprile 2025, ore CEST 36ª giornata | Alcione | – | Feralpisalò | Stadio Ernesto Breda |

| Zanica 19 aprile 2025, ore CEST 37ª giornata | AlbinoLeffe | – | Alcione | AlbinoLeffe Stadium |

| Sesto San Giovanni 27 aprile 2025, ore CEST 38ª giornata | Alcione | – | Giana Erminio | Stadio Ernesto Breda |

### Coppa Italia Serie C
| Arbitro: | Picardi |

|                        |           |  |
| Marconi 29’ Bariti 62’ | Marcatori |  |

## Statistiche
Aggiornate al 26 aprile 2025

### Statistiche di squadra
| Competizione         | Punti | In casa | In casa | In casa | In casa | In casa | In casa | In trasferta | In trasferta | In trasferta | In trasferta | In trasferta | In trasferta | Totale | Totale | Totale | Totale | Totale | Totale | DR |
| Competizione         | Punti | G       | V       | N       | P       | Gf      | Gs      | G            | V            | N            | P            | Gf           | Gs           | G      | V      | N      | P      | Gf     | Gs     | DR |
| -------------------- | ----- | ------- | ------- | ------- | ------- | ------- | ------- | ------------ | ------------ | ------------ | ------------ | ------------ | ------------ | ------ | ------ | ------ | ------ | ------ | ------ | -- |
| Serie C              | 47    | 19      | 6       | 4       | 9       | 15      | 20      | 19           | 7            | 4            | 8            | 18           | 17           | 38     | 13     | 8      | 17     | 33     | 37     | -4 |
| Coppa Italia Serie C | -     | 0       | 0       | 0       | 0       | 0       | 0       | 1            | 0            | 0            | 1            | 0            | 2            | 1      | 0      | 0      | 1      | 0      | 2      | -2 |
| Totale               | -     | 18      | 6       | 4       | 9       | 15      | 20      | 20           | 7            | 4            | 9            | 18           | 19           | 39     | 13     | 8      | 18     | 33     | 39     | -6 |

### Andamento in campionato
| Giornata  | 1 | 2 | 3  | 4  | 5  | 6  | 7 | 8 | 9 | 10 | 11 | 12 | 13 | 14 | 15 | 16 | 17 | 18 | 19 | 20 | 21 | 22 | 23 | 24 | 25 | 26 | 27 | 28 | 29 | 30 | 31 | 32 | 33 | 34 | 35 | 36 | 37 | 38 |
| --------- | - | - | -- | -- | -- | -- | - | - | - | -- | -- | -- | -- | -- | -- | -- | -- | -- | -- | -- | -- | -- | -- | -- | -- | -- | -- | -- | -- | -- | -- | -- | -- | -- | -- | -- | -- | -- |
| Luogo     | T | C | C  | T  | C  | T  | C | T | C | T  | C  | T  | C  | T  | T  | C  | T  | C  | T  | C  | T  | T  | C  | T  | C  | T  | C  | T  | C  | T  | C  | T  | C  | C  | T  | C  | T  | C  |
| Risultato | V | N | P  | P  | P  | V  | V | V | V | V  | V  | P  | P  | P  | V  | V  | N  | P  | V  | P  | P  | V  | P  | P  | N  | N  | P  | P  | V  | N  | N  | P  | P  | V  | N  | P  | P  | N  |
| Posizione | 4 | 5 | 10 | 14 | 14 | 11 | 8 | 6 | 4 | 3  | 3  | 3  | 4  | 7  | 5  | 5  | 6  | 6  | 5  | 6  | 8  | 5  | 7  | 8  | 8  | 8  | 10 | 10 | 9  | 10 | 11 | 11 | 12 | 11 | 11 | 12 | 12 | 12 |

Fonte:  Serie C - Girone A – Classifica giornata, su transfermarkt.it.
Legenda:

Luogo: C = Casa; T = Trasferta. Risultato: V = Vittoria; N = Pareggio; P = Sconfitta.